# حلم الظلام
حلم الظلام (بالإنجليزية: Dreaming the Dark)‏ هو كتاب صدر عام 1982 للكاتب ستارهوك عن السحر، والروحانية، والسياسة، والأخلاق، والجنس.

## الطبعات
- ستارهوك (1997): حلم الظلام: السحر والجنس والسياسة (الطبعة ال 15)، بوسطن: مطبعة بيكون. ISBN 0-8070-1037-5.
- ستارهوك (1988): حلم الظلام: السحر والجنس والسياسة (طبعة جديدة)، بوسطن: مطبعة بيكون. ISBN 0-8070-1025-1.
- ستارهوك (1982): حلم الظلام: السحر والجنس والسياسة (كتاب ورقي)، بوسطن: مطبعة بيكون. ISBN 0-8070-1001-4.
- ستارهوك (1982): حلم الظلام: السحر والجنس والسياسة. بوسطن: مطبعة بيكون. ISBN 0-8070-1000-6.

## وصلات خارجية
- Goodreads Review
- Starhawk's Webpage